# Fushë Arrëz
Fushë Arrëz là một đô thị trong quận Pukë thuộc hạt Shkodër, Albania. Dân số năm 2005 là 4117 người.